# Lustrochernes consocius
Espèce
Synonymes
- Chelanops consocius Chamberlin, 1925

Lustrochernes consocius est une espèce de pseudoscorpions de la famille des Chernetidae.

## Distribution
Cette espèce est endémique du Panama.

## Description
Le mâle holotype mesure 2,33 mm

## Publication originale
- Chamberlin, 1925 : Diagnoses of new American Arachnida. Bulletin of the Museum of Comparative Zoology, vol. 67, p. 211-248 (texte intégral).